# Sjöholm (ätt)
Sjöholm, adelsätt nr 2112, härstammade från Johan Sjöholm (1669–1719), som var kapten vid Upplands regemente. Dennes son Martin Johan Sjöholm (1719–1795) gjorde militär karriär och blev överstelöjtnant. Han adlades 1773 och introducerades på Riddarhuset 1777 under nr 2112. Efter avsked från det militära var han 1778–1786 amts-hauptman i Pommern.
Av hans tre söner gick de två yngre i preussisk tjänst, medan den äldste, Carl Johan Sjöholm (1764–1845) blev överstelöjtnant vid svenska flottan och dog i Stockholm. Dennes son Carl Leonard Sjöholm (1806–1854) var underskeppare vid Arméns flotta och dog ogift. Han slöt därmed ätten på svärdssidan, i varje fall i Sverige.